# 茂木大輔 (ラグビー選手)
茂木 大輔（もてぎ だいすけ、1986年2月16日 - ）は、日本のラグビーユニオン選手。

## プロフィール
- 埼玉県出身。
- ポジションはスタンドオフ(SO)。
- 身長 173cm、体重 82kg
- ニックネームはモテ。
- U19日本代表[1]やU23日本代表[2]に選ばれたことがある。

## 略歴
5歳からラグビーを始めた。
2004年、熊谷工業高校卒業後、明治大学に入る。
2008年、明治大学卒業後、三洋電機ワイルドナイツ（現・パナソニック ワイルドナイツ）に加入。同年12月13日に行われたジャパンラグビートップリーグ第9節の横河武蔵野アトラスターズ戦にて途中出場で公式戦初出場を果たす。
2013年、NTTドコモレッドハリケーンズに加入。
2015年、セコムラガッツに加入。
2016年、日野自動車レッドドルフィンズに加入。
2017年、日野自動車レッドドルフィンズを退団した。